# Утрехт (провинция)
Провинция Утрехт (на нидерландски: Utrecht, Utrecht) е най-малката по площ провинция в Нидерландия. Тя се намира в централната част на страната, граничейки на север с езерото Ееммеер, с провинция Гелдерланд на изток, с Южна Холандия на запад и със Северна Холандия на северозапад. Най-важните градове са столицата на провинцията носеща също името Утрехт, Амерсфорт и Зейст.
Провинция Утрехт е с обща площ от 1485 km². Населението на провинцията е 1 361 093 души (по приблизителна оценка от януари 2021 г.). Гъстотата е 916,3 души на km².
Провинция Утрехт има 29 общини, от които най-важната и голяма по площ и население е град Утрехт.